# رابرت ولنیکوفسکی
رابرت ولنیکوفسکی (انگلیسی: Robert Wulnikowski؛ زادهٔ ۱۱ ژوئیهٔ ۱۹۷۷) بازیکن فوتبال اهل لهستان است.
از باشگاه‌هایی که در آن بازی کرده‌است می‌توان به اشپورت فقاند زیگن، باشگاه فوتبال وی‌اف‌آر آلن، باشگاه فوتبال شالکه ۰۴، باشگاه فوتبال یونیون برلین، باشگاه فوتبال کیکرز اوفنباخ، باشگاه فوتبال لایپزیگ، باشگاه فوتبال روت‌وایس اسن، و باشگاه فوتبال وورتسبورگ کیکرز اشاره کرد.